# Залесе (Піський повіт)
Залесе (пол. Zalesie, нім. Salleschen) — село в Польщі, у гміні Біла Піська Піського повіту Вармінсько-Мазурського воєводства.
Населення — 152 особи (2011).

## Демографія
Демографічна структура станом на 31 березня 2011 року:
|          | Загалом | Допрацездатний вік | Працездатний вік | Постпрацездатний вік |
| -------- | ------- | ------------------ | ---------------- | -------------------- |
| Чоловіки | 76      | 19                 | 53               | 4                    |
| Жінки    | 76      | 26                 | 36               | 14                   |
| Разом    | 152     | 45                 | 89               | 18                   |